# 蒙古第四次入侵高丽
蒙古第四次入侵高丽，元定宗二年（1247年）七月至元定宗三年（1248年）三月，蒙古帝国第四次进攻高丽王朝的作战。
元太宗窝阔台病死后，蒙古内部争权斗争激烈，高丽武人领袖崔瑀奉高丽高宗乘机计划自立，停止岁贡。高丽高宗三十四年（1247年）七月，元定宗贵由派遣将阿母侃与管领归附高丽军民长官洪福源率军征高丽，攻克威州平虏城。高丽高宗三十五年（1248年）二月，高丽派遣樞密院使、秘書監去蒙古求和。三月命北界兵馬使盧演，全部迁移北界諸城百姓入保海島。